# Canal de televisão
Canal de televisão, numa definição técnica, é uma faixa do espectro de radiofrequência com largura definida. No Brasil, ocupa 6 MHz) a ser utilizado para difusão de sinais de sons e imagens que são captados por televisores. Há 12 canais na faixa de VHF (2 a 13) e 69 na faixa de UHF (14 a 83). Há também os canais em micro-ondas (SHF) e os de satélite, de frequência muito mais alta e que requerem receptores especiais. Estes receptores normalmente entregam o sinal para o televisor em um canal de VHF.

## Tipos de canal de televisão no Brasil

### Emissora
Emissora é um local de onde, instalando-se um transmissor e antena, pode-se gerar sons e imagens por emissão de radiofrequência. Também onde fica a geradora de determinado canal de televisão, que abriga estúdios e equipamentos necessários ao seu funcionamento. Há alguns tipos de emissoras exibidoras são elas: Rede Globo, Sistema Brasileiro de Televisão (SBT), RecordTV, TV Cultura canais da Rede Legislativa de TV etc.

#### Emissora geradora
É a emissora própria que gera conteúdo para todo o país, por meio de antenas UHF/VHF, por parabólicas e tv a cabo.

#### Emissora filial
É a emissora própria que faz parte do grupo da geradora, mas que gera conteúdo regional para determinada cidade e região.

#### Emissora afiliada
Como a filial, a afiliada tem o intuito de transmitir conteúdo local e retransmitir o nacional através da cidade sede para toda região.

#### Estação retransmissora / repetidora
Assim como uma emissora, essas também são dotadas de transmissor e antena, mas não geram conteúdo, apenas retransmitem imagens e sons para determinada localidade onde estão instaladas, geralmente com o intuito de expandir a cobertura de uma emissora. O sinal a ser retransmitido pode ser enviado a estação retransmissora por rede de micro-ondas, enlaces de VHF/UHF ou por satélite, neste caso sendo recebido pela instalação de antenas parabólicas.

#### Emissora sucursal
Tem a finalidade de retransmitir o conteúdo de determinada emissora, mas também mostrar conteúdo local, como links e entrevistas ao vivo. Esse tipo de emissora se baseia em uma filial.

#### Emissora microgeradora
Segundo lei federal brasileira, todas as estações retransmissoras situadas dentro da Amazônia Legal podem inserir publicidade local e não somente o conteúdo de sua geradora, transformando-se em microgeradora.

#### Emissora comunitária (a cabo)
Emissora que geralmente utiliza sistema de TV por cabo ou outro sistema por assinatura que transmite conteúdo relacionado a informações culturais, informes de interesse público, cidadania e educativos.

#### Emissora educadora ou educativa
Segundo legislação de radiodifusão brasileira, as emissoras que não possuem caráter comercial podem se enquadrar neste conceito onde não poderia ser veiculadas peças publicitárias e as financiamento dessas emissoras é feito através de apoios culturais semelhantes as rádios comunitárias ou também por financiamento estatal.